# Alexandre Laemlein
Alexandre Laemlein né à Hohenfeld, Kitzingen (Royaume de Bavière) le 9 décembre 1813 et mort à Pontlevoy le 27 avril 1871 est un peintre, graveur et lithographe français d'origine bavaroise.

## Biographie

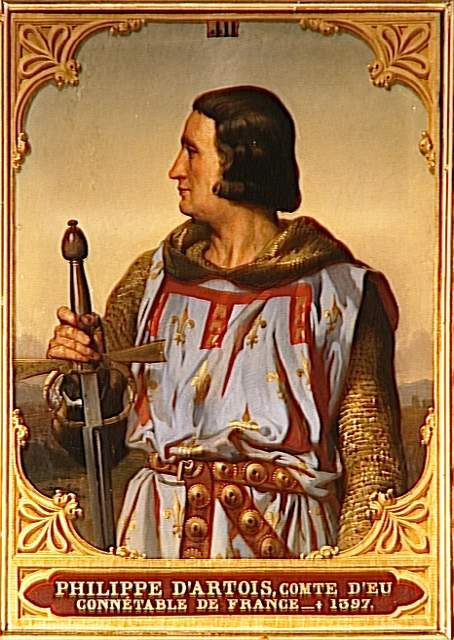
Philippe d'Artois, comte d'Eu, connétable de France (?-1397) (1844), Versailles, musée de l'Histoire de France.

Né en Bavière, Alexandre Laemlein vit à la campagne où son père était jardinier. Il vient à Paris en 1823 à la demande de son oncle, Aaron Alexandre, qui tenait alors l'hôtel de l'Échiquier, où venaient des joueurs d'échecs, et qui a été l'auteur d'une Encyclopédie des échecs (Paris, 1837). Il a été naturalisé français le 9 juillet 1835.
Laemlein est d'abord entré dans l'atelier d'un graveur avant d'être admis à l'École des beaux-arts de Paris le 31 mars 1829 pour y devenir élève de Jean-Baptiste Regnault puis de François-Édouard Picot.
Entre 1825 et 1839, il travaille avec Jean Alaux à la restauration de la galerie du Primatice au château de Fontainebleau et exécute divers travaux au palais de Versailles et au château de Saint-Cloud.
Il envoie ses premiers tableaux au Salon de Paris en 1836. Il y remporte une médaille de 3e classe, en 1841, de 2e classe, en 1843, et un rappel en 1859.
De son tableau La Charité universelle (1845), exposé au Salon de 1846 (musée des Beaux-Arts de Caen), Charles Baudelaire écrit dans son Salon de 1846 : « La Charité de M. Laemlein est une charmante femme qui tient par la main, et porte suspendus à son sein, des marmots de tous les climats, blancs, jaunes, noirs, etc. Certainement, M. Laemlein a le sentiment de la bonne couleur ; mais il y a dans ce tableau un grand défaut, c’est que le petit Chinois est si joli, et sa robe d’un effet si agréable qu’il occupe presque uniquement l’œil du spectateur. Ce petit mandarin trotte toujours dans la mémoire, et fera oublier le reste à beaucoup de gens. »
Alexandre Laemlein est nommé professeur de dessin à l'école spéciale de dessin en 1855. Il a eu entre autres comme élèves les peintres Lazar Meyer et Diogène Maillart.
Il peint des portraits historiques commandés par Louis-Philippe pour le musée de l'Histoire de France du château de Versailles, des tableaux religieux aux sujets bibliques, dessine des lithographies et grave des eaux-fortes, exécute des peintures sur émail et des compositions pour la manufacture de Sèvres.
Il a aussi réalisé des peintures murales Conversion d'un aryen par saint Rémi, La Translation du corps de saint Rémi par les anges, L'Apothéose de saint Rémi pour la chapelle Saint-Remy de l'église Sainte-Clotilde à Paris.
En 1855, il peint la décoration du plafond du salon Louis XV à Baden-Baden[précision nécessaire].

## Œuvres exposées au Salon

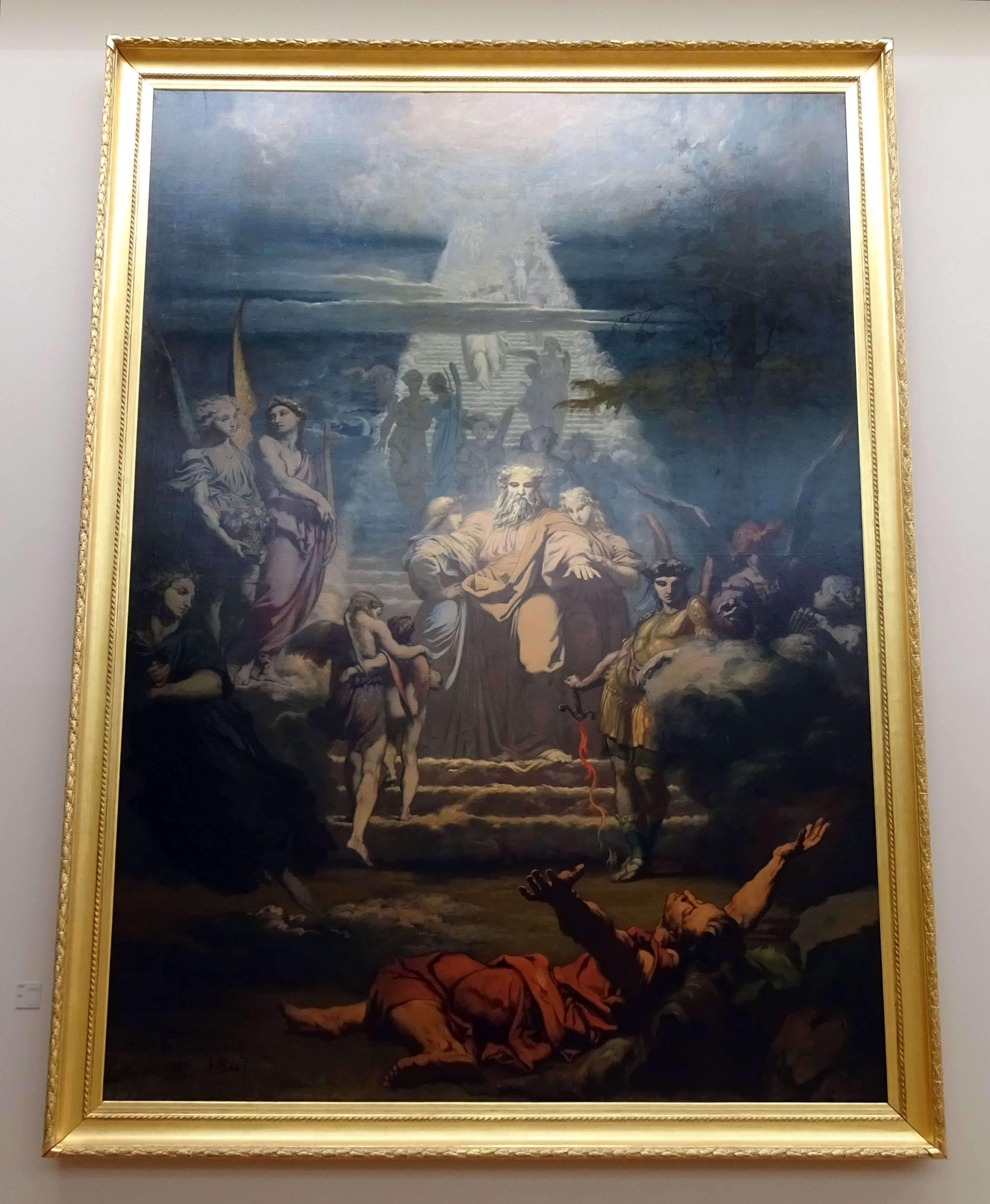
L'Échelle de Jacob (1847), musée de Grenoble.

- Portrait de Mme B…, Salon de 1836, localisation inconnue.
- Chasteté de Joseph, Salon de 1839, localisation inconnue.
- Portrait de M. J. de Lizardi, Salon de 1839, localisation inconnue.
- Portrait de M. F. de Lizardi, Salon de 1839, localisation inconnue.
- Le Réveil d'Adam, Salon de 1841, localisation inconnue.
- Portraits de Raymond Dupuy, grand maître de l'ordre de Saint-Jean de Jérusalem, Salon de 1842, Versailles, musée de l'Histoire de France.
- Portrait de Mme H…, Salon de 1842, localisation inconnue.
- Tabitha ressuscitée par saint Pierre, Salon de 1843, Boé, église Saint-Pierre-de-Gobert.
- Portrait de Mme de Saint-A…, Salon de 1844, localisation inconnue.
- Portrait de Mme N… et sa fille, Salon de 1844, localisation inconnue.
- La Charité universelle[3], Salon de 1846, réexposé en 1855, musée des Beaux-Arts de Caen.
- Portrait de M. Gay, Salon de 1846, localisation inconnue.
- Vision de Jacob[4], Salon de 1847, réexposé en 1855, musée de Grenoble.
- Portrait de Mme C. M. H…, Salon de 1848, localisation inconnue.
- Portrait de M. E. B…, Salon de 1848, localisation inconnue.
- Portrait de Mme Hte de Dommartin, Salon de 1848, localisation inconnue.
- Portrait de M. Meyer Heine, Salon de 1848, localisation inconnue.
- Vision de Zacharie, Salon de 1850, réexposé en 1855, Rochefort, musée Hèbre de Saint-Clément.
- Portrait de Mme H. R… et son fils, Salon de 1850, localisation inconnue.
- Portrait de M. A. L…, Salon de 1850, localisation inconnue.
- Portrait de Mme B…, Salon de 1852, localisation inconnue.
- Portrait de Mme de M…, Salon de 1852, localisation inconnue.
- La Musique, Salon de 1853, localisation inconnue.
- Portrait de Mme de N…, Salon de 1855, localisation inconnue.
- Portrait de M. M…, son fils, Salon de 1855, localisation inconnue.
- Diane et Endymion, Salon de 1857, localisation inconnue.
- Portrait de M. le docteur D…, Salon de 1857, localisation inconnue.
- Job, Salon de 1859, réexposé en 1867, localisation inconnue.
- Portrait de Mme D…, Salon de 1859, localisation inconnue.
- Portrait d'homme, Salon de 1861, localisation inconnue.
- Les Amours des anges, Salon de 1863, localisation inconnue.
- Portrait de M. J. A…, fils, Salon de 1863, localisation inconnue.
- Orphée, Salon de 1866, localisation inconnue.
- Portrait de Mme J. C…, dessin, Salon de 1867, localisation inconnue.
- Portrait de Mme J. D…, dessin, Salon de 1867, localisation inconnue.
- Espérance, Salon de 1868, localisation inconnue.
- Portrait de Mme J. C…, Salon de 1868, localisation inconnue.
- Portrait de M. A. C…, Salon de 1869, localisation inconnue.
- Portrait de Mme Th. R…, Salon de 1870, localisation inconnue.
- Portrait de Mme L. H…, Salon de 1870, localisation inconnue.

## Élèves
- Jules Jacquet (1841-1913), de 1861 à 1866, second grand prix de Rome en 1866.
- Diogène Maillart.
- Lazar Meyer.